# Paaste
Paaste est un village d'Estonie situé dans la commune de Leisi du comté de Saare.